# Myrcianthes coquimbensis
Myrcianthes coquimbensis är en myrtenväxtart som först beskrevs av François Marius Barnéoud, och fick sitt nu gällande namn av Leslie Roger Landrum och Grifo. Myrcianthes coquimbensis ingår i släktet Myrcianthes och familjen myrtenväxter. Inga underarter finns listade i Catalogue of Life.